# Leon Ier Tomșa
Pour les articles homonymes, voir Léon Ier.
Leon Ier Tomșa est un prince de Valachie de 1629 à 1632.
Fils illégitime réel ou prétendu du prince de Moldavie Ștefan Tomșa, il est imposé par les Ottomans pendant trois ans sur le trône de Valachie. Il est le père du prince de Valachie Radu XII Leon.